# Bahnhof Bichlbach-Berwang

Der Bahnhof Bichlbach-Berwang an der Tiroler Außerfernbahn ist der gemeinsame Bahnhof der Gemeinden Bichlbach und Berwang. Er liegt nahe der Mitte der Dorfbebauung von Bichlbach und rund 5 km vom touristisch bedeutsameren Berwang.

## Geschichte
Das Bahnhofsgebäude mit angebauten Güterschuppen war bis 2013 denkmalgeschützt. Es handelt sich um ein zweistöckiges Gebäude mit Dachboden im Stil eines Tiroler Bauernhauses mit einem Satteldach, das einen Holzbalkon überdacht und dort von einem Holzbalken gestützt wird. Die Fenster können mit hölzernen Fensterläden verschlossen werden. Das Gebäude verfügt auch über ein Vordach, unter dem Sitzplätze für die wartenden Fahrgäste eingerichtet sind. Neben dem Bahnhofsgebäude befindet sich der Güterschuppen, die zu ihm führende Verladerampe wurde abgetragen. An ihm ist die Bahnhofsuhr angebracht. Am 7. März 2014 kam es am Morgen zu einem Brand im Bahnhofsgebäude, bei dem vor allem der Dachstuhl erheblich zerstört worden ist.
Der Bahnanlagen bestehen aus zwei Gleisen mit Hausbahnsteig und einem weiteren Bahnsteig zwischen den Gleisen. Weil der Bahnhof für Zugkreuzungen genutzt wird und somit eine gewisse Verkehrsbedeutung besitzt, wurde er 2010 von der ÖBB Infrastruktur umgebaut. Er erhielt einen neuen 100 m langen Mittelbahnsteig mit 55 cm Höhe mit Wartebereich für die Fahrgäste. Weiterhin wurde das Ausweichgleis verlängert. Da das Bahnhofsgebäude mit Gütermagazin damals unter Denkmalschutz stand (Denkmalschutz wurde nach dem Brand aufgehoben), blieb es von den Bauarbeiten unangerührt. Das Gleis zum Güterschuppen wurde abgebaut.

## Verkehr
Es gibt einen durchgehenden annähernden Stundentakt (ausgen. vormittags) nach Reutte in Tirol, auch nach Ehrwald Zugspitzbahn, wobei in diese Richtung die meisten Züge nach Garmisch-Partenkirchen oder München Hbf verlängert werden.
| Linie            | Strecke | Takt (min) | Anmerkung |
| ---------------- | --- | ---------- | --- |
| Deutsche Bahn RB | REUTTE IN TIROL – Reutte Schulzentrum – Heiterwang-Plansee – Bichlbach Almkopfbahn – Bichlbach-Berwang – Lähn – Lermoos – EHRWALD ZUGSPITZBAHN (– Untergrainau – Garmisch-Partenkirchen Hausberg – GARMISCH-PARTENKIRCHEN – Farchant – Oberau – Eschenlohe – Ohlstadt – Murnau – Uffing – Huglfing – Weilheim – Tutzing – München-Pasing – MÜNCHEN HBF) | ~ 60       | tagsüber annähernder Stundentakt Richtung Reutte und Ehrwald; die meisten Züge werden bis Garmisch-Partenkirchen oder München verlängert. |

Die fahrplanmäßigen Begegnungen (Zugkreuzungen) der entgegenkommenden Züge sind (Stand 2024) in Reutte und zur halben Stunde in Ehrwald Zugspitzbahn.